# リトルウィッチ (化粧品)
リトルウィッチは、株式会社フローフシが展開する、目元専門の化粧品ブランドである。

## 概要
日本国内および東南アジアで展開している。「メディカル化粧品」として、化粧品の使用による肌トラブルに悩みを抱える女性向けに製品開発を進めている。
「メイクがそのままエイジングケアに」をブランドコンセプトとして、（株）フローフシが運営する目元専門の総合美容クリニック「アイビューティークリニック」の皮膚専門の医師が、医学・美容の視点から製品の研究開発を進めているとしている。 
独自の天然エイジングケア成分「エンドミネラル」を全ての製品に配合している。

### ブランド名の由来
ブランド名は、元々は「リトルウィッチ」ではなく「Little Sweet Witch」だった。ウィッチは年を重ねても、美しさはいつまでも決して失わない「魔女」を意味し、リトルは「小さい」「若い」という意味ではなく、女性の心の中に常に存在し続ける「大人のかわいさ」すなわち一輪の華を意味する。

## 主な商品
- もてますカラ
同ブランドの主力商品のマスカラで、まつ毛エクステンション等によるまつ毛の傷みに悩む女性に対して、まつ毛の育毛用に処方していた[3]ものを一般市場向けに商品化したものである。
まつげ美容液が配合されている為、別途まつげ美容液を使う必要がない。また、天然のエイジングケア成分であるエンドミネラル[4]を配合しているほか、まつげ美容液が配合されているため別途使用する必要が無い[5]。
商品名は、マスカラが誕生したきっかけに因み、世の女性がこの商品を使用することにより恋する男性から愛される事を発案者が願い命名された[6]。主なキャッチコピーは「マスカラでエイジングケア」「まつ毛美容液いらずの新発想マスカラ」など。
- もて涙袋　モイスチャー
- ミネラルアイクリーム

## 広報
同ブランドのイメージモデル（後述）を務めていた木下優樹菜が2011年2月に結婚披露宴を開催した際、引出物に「もてますカラ」が使用されたことを商品の宣伝において採りあげたほか、同商品を使用して女性からプロポーズし婚約成立した際に、同社が引出物をプロデュースするキャンペーンも行った。
2012年10月より、中野唯花が出演する「もてますカラ」のテレビコマーシャルが放映されている。

### 消費者との直接対話による商品企画
同ブランドでは、商品の企画に消費者のニーズを反映するため、Facebookの公式ファンページとして仮想企業「株式会社もてますカラ」を運営し、商品の企画やカラー名のアイデアを募るなど、消費者と共に化粧品を作り上げる姿勢をとっている。
涙袋をメイクする「もて涙袋 モイスチャー」は、韓流メークアップアーティストの本多里江が同社のFacebookページに投稿した涙袋専用メークの開発提案がきっかけとなって商品化され、雑誌「日経トレンディ」による「2012年ヒット商品ベスト30」にも選ばれている。

### イメージモデル
- 2011年12月まで 木下優樹菜
- 2012年2月から 中野唯花